# Gerhard Feige
Gerhard Feige (Halle, 19 november 1951) is een Duits geestelijke en bisschop van de Rooms-Katholieke Kerk.
Na zijn priesterwijding in 1978 was Feige werkzaam als kapelaan in Salzwedel. In 1982 ontving hij een studieopdracht. na zijn promoveren was hij werkzaam als docent Kerkgeschiedenis, Patrologie en Leer der Oosterse Kerken.
In 1999 werd Feige benoemd tot hulpbisschop van Maagdenburg. In 2005 werd hij suffragane bisschop van hetzelfde bisdom, als opvolger van Leo Nowak, die met emeritaat ging.